# Green Bay Packers 1935
La stagione 1935 dei Green Bay Packers è stata la 15ª della franchigia nella National Football League. La squadra, allenata da Curly Lambeau, ebbe un record di 8-4, terminando seconda nella NFL Western division. 

## Calendario
| Stagione regolare |                   |                        |           |
| Turno             | Data              | Avversario             | Risultato |
| 1                 | 15 settembre 1935 | Chicago Cardinals      | S 7–6     |
| 2                 | 22 settembre 1935 | Chicago Bears          | V 7–0     |
| 3                 | 29 settembre 1935 | New York Giants        | V 16–7    |
| 4                 | 6 ottobre 1935    | Pittsburgh Pirates     | V 27–0    |
| 5                 | 13 ottobre 1935   | at Chicago Cardinals   | S 3–0     |
| 6                 | 20 ottobre 1935   | Detroit Lions          | V 13–9    |
| 7                 | 27 ottobre 1935   | at Chicago Bears       | V 17–14   |
| 8                 | 10 novembre 1935  | Detroit Lions          | V 31–7    |
| 9                 | 17 novembre 1935  | at Detroit Lions       | S 20–10   |
| 10                | 24 novembre 1935  | at Pittsburgh Pirates  | V 34–14   |
| 11                | 28 novembre 1935  | at Chicago Cardinals   | S 9–7     |
| 12                | 8 dicembre 1935   | at Philadelphia Eagles | V 13–6    |

## Classifiche
| NFL Western Division |   |   |   |      |       |     |     |     |
|                      | V | S | P | %    | DIV   | PF  | PS  | STR |
| Detroit Lions        | 7 | 3 | 2 | .700 | 3–2–2 | 191 | 111 | V2  |
| Green Bay Packers    | 8 | 4 | 0 | .667 | 4–4   | 181 | 96  | V1  |
| Chicago Cardinals    | 6 | 4 | 2 | .600 | 3–2–2 | 99  | 97  | S1  |
| Chicago Bears        | 6 | 4 | 2 | .600 | 1–3–2 | 192 | 106 | V1  |

Nota:  i pareggi non venivano conteggiati ai fini della classifica fino al 1972.